# Louise Cavenaile
Louise Cavenaile, née le 17 février 1989 à Uccle (Belgique), est une hockeyeuse belge.

## Biographie
Louise Cavenaile joue en tant que défenseur des Waterloo Ducks à Waterloo.
Au sein de l'équipe féminine belge de hockey, elle s'est qualifiée pour les Jeux olympiques d'été de 2012.
Cavenaile est avocate.